# МХП Арена
МХП Арена ( , претходно Стадион Готлиб Дајмлер и Мерцедес-Бенц арена, је фудбалски стадион у Штутгарту. Домаћин стадиона је Штутгарт који игра у бундеслиги.

## Историја
Чињеница да се на стадиону и даље налази атлетска стаза није случанја. Главни град Баден-Виртемберга био је домаћин атлетског првенства 1986. и седам године касније. Ипак, некадашњи Некар стадион увек је био пре свега фудбалки објекат. 
Изграђен је 1933. године, по нацрту, по нацрту Паула Бонаца, а велики број изузетно битних утакмица одигран је на њему: први меч немачке репрезентације после Другог светског рата (1950. са Швајцарском, пред рекордних 103 хиљаде гледалаца) и први меч репрезентације после уједињена (1990. поново са Швајцарском). 
Управо је против Швајцарца (који су 7 пута гостовали ту) 1977. Клаус Фишер постигао маказицима „Немачки гол века“ у избору Телевизије АРД. Двадесете године касније ту је последњи меч у каријери одиграо локални момак Јирген Клинсман, будући селектор Бајерна. 
Стадион био је домаћин два европска финала (1988. је на њему ПСВ Ајндховен постао шампион континента (пеналима против Бенфике), следеће сезоне је ту одигран један од мечева финала УЕФА Купа између локалног клуба и Наполија.
Реконструкција (пета у историји стадиона) вредна 51 и по милиона вра трајала је од јануара 2004. до самог краја 2005. године. Сада стадион, именован 1993. по изумитељу аутомобила, прима 58 хиљада гледалаца у домаћим и 53 хиљаде у европским утакмицама. 